# کورتمونت-وارنس
کورتمونت-وارنس (به فرانسوی: Courtemont-Varennes) یک کمون (فرانسه) در فرانسه است که در ان (ا-دو-فرانس) واقع شده‌است. کورتمونت-وارنس ۵٫۹۸ کیلومتر مربع مساحت دارد ۶۷ متر بالاتر از سطح دریا واقع شده‌است.